# Laurence Godfrey
Laurence Paul Godfrey (né le 9 juin 1976 à Bristol en Angleterre au Royaume-Uni) est un archer britannique. Il est plusieurs fois médaillés aux championnats du monde de tir à l'arc.

## Biographie
Laurence Godfrey commence le tir à l'arc en 1985. Il participe à ses premières compétitions internationales en 1991. Son premier podium mondial est en 2007, alors qu'il remporte l'argent à l'épreuve par équipe homme. En 2011, il réitère en remportant le bronze à l'épreuve par équipe mixte.

## Palmarès
- Jeux olympiques[2]
  - 4e à l'individuel homme aux Jeux olympiques d'été de 2004 à Athènes
  - 36e à l'individuel homme aux Jeux olympiques d'été de 2008 à Pékin.
  - 12e à l'épreuve par équipe homme aux Jeux olympiques d'été de 2008 à Pékin (avec Simon Terry et Alan Wills).
  - 9e à l'individuel homme aux Jeux olympiques d'été de 2012 à Londres.
  - 9e à l'épreuve par équipe homme aux Jeux olympiques d'été de 2012 à Londres (avec Simon Terry et Alan Wills).

- Championnats du monde[1]
  -  Médaille d'argent à l'épreuve par équipe homme aux championnats du monde 2007 à Leipzig (avec Simon Terry et Alan Wills).
  -  Médaille de bronze à l'épreuve par équipe mixte aux championnats du monde de 2011 à Turin (avec Amy Oliver).

- Coupe du monde[1]
  -  Médaille d'argent à l'épreuve par équipe homme à la coupe du monde 2006 à Antalya.
  -  Médaille de bronze à l'épreuve par équipe homme à la coupe du monde 2006 à San Salvador.
  -  Médaille d'or à l'épreuve par équipe homme à la coupe du monde 2007 à Varèse.
  -  Médaille de bronze à l'épreuve par équipe homme à la coupe du monde 2007 à Douvres.
  -  Médaille d'argent à l'épreuve par équipe homme à la coupe du monde 2009 à Saint-Domingue.
  -  Médaille d'argent à l'épreuve par équipe mixte à la coupe du monde 2010 à Ogden.
  -  Médaille d'or à l'épreuve par équipe homme à la coupe du monde 2012 à Antalya.
  -  Médaille de bronze à l'épreuve par équipe homme à la coupe du monde 2012 à Ogden.
  -  Médaille d'argent à l'épreuve individuelle homme à la coupe du monde 2012 à Ogden.
  -  Médaille de bronze à l'épreuve par équipe mixte à la coupe du monde 2014 à Shanghai.

- Championnats d'Europe[1]
  -  Médaille d'argent à l'épreuve par équipe homme aux championnats d'Europe de 2016 à Nottingham.